# Григоріопольський район
Григоріо́польський район — адміністративно-територіальна одиниця самопроголошенної невизнаної Придністровської Молдавської Республіки.

## Географія
Григоріопольський район утворено 7 березня 1923 року у складі Одеської округи Одеської губернії.
12 жовтня 1924 року переданий до складу Молдавської АРСР.
Він розташований в центральній частині молдовського Придністров'я, на лівому березі річки Дністер. Межує з Дубосарським районом та Слободзейським районом молдовського Придністров'я, Кріуленським районом Молдови й Роздільнянським районом Одеської області України. Територія району становить 822 квадратних кілометри. Близько 60 000 гектарів складають сільськогосподарські землі, в тому числі 52 000 гектарів розореної паші.
Рельєф району, в основному — горбиста рівнина з поступовим нахилом на південь до Чорного моря, а при Дністрі різко понижується до 80 метрів. Максимальна висота — 210 метрів над рівнем моря. Клімат помірний, середньорічна кількість опадів — 450 мм. З ґрунтів переважає звичайний чорнозем, також попадаються й глинясті, важкосуглинкові та солончаки.

## Історія
А вже з VII століття в ці райони з Придністров'я та лісистого Полісся почали заселятися слов'янські племена тиверців та уличів, вони досить успішно асимілювали рештки попередніх поселенців, яких доволі сильно гнобили тюркські племена печенігів та половців. Підтвердженням про успішний етнічний розвиток слов'янських племен в краю стали розкопки та найдені поселення в Буторі, Токмазеї, Красногірці. Племена тиверців та уличів понад 8 століть панували на цих землях — розширились територіально аж в пониззя Дунаю та на ділянці від Бугу — Дністра по річці Прут. Завдяки успішному входженню в племінний союз Київської Русі вони отримали можливість спокійно розвивати свої ремесла та господарства майже не відчуваючи половецької небезпеки. А вже в часи ослаблення Києва ці племена входять до складу Галицько-Волинського князівства (згодом королівства). Але нова історична епоха — пов'язана з монголо-татарськими походами та їх розселенням, привело до неминучих наслідків — ослаблена та знекровлена Київська Русь не могла більше контролювати свої прикордонні райони. Тому населення цих країв, яке залишилося після набігів, полишало насиджені місця і подалося в гірську та лісисту місцевості Поділля чи Карпати, або ж переміщалися до більших поселень-городищ і визнавали над собою протекторат кочових народів.
Такі їх митарства тривали близько двох століть, частина з цих племен асимілювалася з полісянами або древлянами, інша частина поєдналася з молдовськими племенами Підкарпаття та татарсько-половецькими прибульцями, які вирішили залишитися на цих територіях. Допоки відбувався процес поєднання культур кочового народу з осілими племенами, зі Сходу, почалися нові етнічні розселення — племена молдован та колишніх даків були потиснуті з територій осілості в серединному Дунаї нащадками гунів. Вони впродовж століть потроху асимілювали рештки тиверців та уличів в пониззі річок Молдова, Прут і, не відчувши жодних серйозних притискань монголо-татар, які не вибирали цих шляхів, і в часи ослаблення татарського впливу — повернулися на малозаселені, частково винищені татарами, землі теперішньої Бессарабії. Цьому ще й сприяли успішні позиції їх вождів в переговорах з Османською імперією — визнання васалітету. Тому при прихильному ставленні Порти молдовське населення поширилося на всій території Бесарабщини (від Сирету і Молдови до Дністра).
З XV століття річка Дністер стала на віки природним кордоном розселення молдовського племені — по праву сторону, а по ліву сторону залишилися поселення русинів — українські. А ще в пониззі Дністра, на межі зі степовою зоною, де ці поселення з обох боків були рідкуваті (слабозаселені). Та межа не була настільки охороняєма — це дозволяло частині молдован та українців, які тікали від своїх власників, поселятися не берегах річки в змішаних поселеннях. А влада, тодішня — оттоманська і молдовська або посполита і російська-царська цим користувалася створюючи прикордонні поселення — цим самим укріплюючи свої кордони.
Саме в цей період, на теперішній території району, до українських поселень Бичок, Мочарівка, Ташлик, Бутор, Шипка долучаються молдовські поселення з XVI-XVIII століття Спея, Тея, Малаєшти, Далакеу (козацька стоянка — Далеко). А вже з середини 1700 років царська Росія для укріплення своїх кордонів дозволила розселення по півдню Малоросії (Таврійська та Херсонська губернії) інших народностей — сербів, болгар, вірмен, греків та євреїв, які в цей період зазнали страшних утисків в Оттоманській імперії та німецьким колоністам які зазнавали релігійних переслідувань у себе на батьківщині й мали бажання розпочати нове життя на нових землях. Саме тоді на теренах району виникли поселення вірмен — Григоріополь, німців колоністів — Глинне, Карманово, а також анклави єврейських поселенців в Григоріополі або болгар в Шипці.
І можна помітити, що головною подією того періоду стало заснування фаворитом Катерини II, російської можновладиці, Григорієм Потьомкіним — поселення вірмен Григоріополя, яке з часом наповнилося єврейськими і іншими народностями, українцями, молдованами, німцями та болгарами й стало ключовим торговим та культурним центром цього краю. Протягом двох століть цей район доволі успішно розвивався, попри те, що чотири військові кампанії які проходили навколо нього, прикордонний статус та постійний приток поселенців призвів до зростання населення в тричі, доволі успішно розвинулися ремесла та сільське господарство. Тільки буремне XX століття змінило ситуацію — як на національному так і на державному рівнях.
Як адміністративна одиниця Григоріопольський район був утворений 12 жовтня 1924 року в Молдавській Автономній РСР в складі Української РСР. 26 червня 1940 року після повернення румунами Бессарабії до СРСР, цей район ввійшов до складу новоутвореної Молдавської РСР. Ще деякий час ця адміністративна одиниця зазнавала різних адміністративних експериментам — укрупнення, скорочення, розформування), і лише з 1971 року було затверджено його теперішні межі та статус.

## Адміністративний статус
В районі наявні 31 населений пункт, з адміністративним центром — селищем міського типу Григоріополь.
Села району:
| - Бутор - Бичок - Бруслаки - Виноградне - Веселе - Глинне - Гиртоп - Далакеу - Індія - Карманове - Колосове - Котівка - Красна Бессарабія - Красна Горка - Красне | - Красногірка - Малаєшти - Мариян - Мочарівка - Маяк - Мокряки - Нововолодимирівка - Побєда - Спея - Ташлик - Тея - Токмазея - Черниця - Федосіївка - Шипка |

## Населення
- 1926 — 30 094 (у т.ч. с. Григоріополь 8876)
- 1939 — 36 974 (у т.ч. смт. Григоріополь 7332)

Населення району становить приблизно 51,2 тисяч чоловік.
Відповідно за національним складом:
- молдовани — 64,8 %
- українці — 17,4 %
- росіяни — 14,3 %
- німці — 0,7 %
- болгари — 0,5 %
- білоруси — 0,4 %
- гагаузи — 0,3 %
- поляки — 0,2 %
- Інші народності — 1,4 %

|                         | населення | молдовани | росіяни | українці | болгари | інші   |
| ----------------------- | --------- | --------- | ------- | -------- | ------- | ------ |
| Григоріополь            | 10252     | 50,8 %    | 29,6 %  | 16,3 %   | 0,6 %   | 2,8 %  |
| Маяк                    | 1221      | 28,7 %    | 19,6 %  | 47,7 %   | 0,5 %   | 3,5 %  |
| Далакеу                 | 1294      | 91,1 %    | 4,7 %   | 3,0 %    | 0,2 %   | 1,0 %  |
| Красна Горка            | 4821      | 70,6 %    | 15,1 %  | 11,5 %   | 0,6 %   | 2,3 %  |
| Красне                  | 238       | 67,6 %    | 16,8 %  | 12,2 %   |         | 3,4 %  |
| Бутор                   | 3042      | 98,1 %    | 0,9 %   | 0,7 %    | 0,1 %   | 0,2 %  |
| Індія                   | 60        | 93,3 %    | 3,3 %   | 3,3 %    |         |        |
| Бичок                   | 1151      | 12,0 %    | 67,4 %  | 15,1 %   | 3,6 %   | 1,8 %  |
| Нововолодимирівка       | 271       | 12,9 %    | 81,5 %  | 4,8 %    |         | 0,7 %  |
| Виноградне              | 653       | 27,0 %    | 23,4 %  | 43,8 %   | 0,5 %   | 5,4 %  |
| Глинне                  | 2718      | 26,8 %    | 31,6 %  | 34,5 %   | 1,4 %   | 5,6 %  |
| Гиртоп                  | 773       | 63,1 %    | 8,3 %   | 27,7 %   | 0,5 %   | 0,4 %  |
| Мариян                  | 20        | 95,0 %    |         | 5,0 %    |         |        |
| Мокряки                 | 6         | 66,7 %    | 0,0 %   | 33,3 %   |         |        |
| Карманове               | 1898      | 23,1 %    | 22,1 %  | 48,3 %   | 1,1 %   | 5,4 %  |
| Котівка                 | 174       | 36,2 %    | 27,0 %  | 29,9 %   | 3,4 %   | 3,4 %  |
| Мочарівка               | 164       | 26,2 %    | 4,3 %   | 67,7 %   |         | 1,8 %  |
| Федосіївка              | 21        | 28,6 %    | 14,3 %  | 57,1 %   |         |        |
| Колосове                | 809       | 21,9 %    | 19,4 %  | 46,5 %   | 0,6 %   | 11,6 % |
| Красна Бессарабія       | 41        | 26,8 %    | 12,2 %  | 46,3 %   |         | 14,6 % |
| Побєда                  | 37        | 43,2 %    |         | 54,1 %   |         | 2,7 %  |
| Красногірка             | 1173      | 26,2 %    | 14,4 %  | 57,1 %   | 0,7 %   | 1,6 %  |
| Малаєшти                | 5243      | 97,2 %    | 1,3 %   | 1,1 %    | 0,1 %   | 0,4 %  |
| Черниця                 | 121       | 26,4 %    | 20,7 %  | 52,9 %   |         |        |
| Спея                    | 2679      | 96,5 %    | 1,5 %   | 0,7 %    | 0,2 %   | 1,1 %  |
| Ташлик                  | 3224      | 98,1 %    | 1,3 %   | 0,2 %    | 0,1 %   | 0,2 %  |
| Тея                     | 1928      | 98,5 %    | 0,8 %   | 0,2 %    | 0,1 %   | 0,5 %  |
| Токмазея                | 1675      | 98,8 %    | 0,7 %   | 0,1 %    | 0,1 %   | 0,2 %  |
| Веселе                  | 90        | 14,4 %    | 6,7 %   | 73,3 %   |         | 5,6 %  |
| Шипка                   | 2203      | 29,5 %    | 5,1 %   | 64,1 %   |         | 1,3 %  |
| Григоріопольський район | 48000     | 64,8 %    | 15,3 %  | 17,4 %   | 0,5 %   | 2,1 %  |

## Соціальна сфера
В районі функціонують 19 загальноосвітніх шкіл, 22 дошкільних заклади, дитячий будинок творчості, 16 будинків культури, 3 клуби, 26 бібліотек, 3 музичні школи, 1 художня школа, 2 музеї, 1 кінотеатр та 7 народних колективів.
Для заняття спортом в районі створена дитячо-юнацька спортивна школа, картодром, 11 футбольних полей, 26 спортивних споруд. Мережа медичних закладів району складається з 2 лікарень, 8 лікарських амбулаторій, 16 фельдшерсько-акушерських пунктів, районної поліклініки, дитячої поліклініки, районного пологового будинку та стоматологічної поліклініки.
В районі діють 12 приходів Російської Православної Церкви.

## Видатні особи району
Народжені в Григоріопольському районі:
- Гуртовий Тимофій Іванович — молдовський диригент, народний артист СРСР (українського походження)
- Борщ Андрій Тимофійович — мовознавець-романіст. Кандидат філологічних наук (1947) (українського походження)
- Колісніченко Степан Калинович — Герой Радянського Союзу (село Гиртоп)